# Lemniscomys griselda
Il topo dei prati striato di Griselda (Lemniscomys griselda  Thomas, 1904) è un roditore della famiglia dei Muridi diffuso nell'Africa sud-occidentale.

## Descrizione
Roditore di piccole dimensioni, con la lunghezza della testa e del corpo tra 121 e 125 mm, la lunghezza della coda tra 120 e 135 mm, la lunghezza del piede tra 28 e 35 mm, la lunghezza delle orecchie tra 10,0 e 14 mm.

Le parti superiori sono grigiastre con dei riflessi giallo-brunastri. I fianchi sono più chiari. Una sottile striscia dorsale nerastra si estende dalle orecchie fino alla base della coda. Il muso e il contorno degli occhi sono giallastri. Le parti ventrali, le labbra, la gola e la parte centrale degli arti sono bianche. I piedi sono color cannella chiaro. La coda è lunga quanto la testa ed il corpo, nerastra sopra e rosa-giallastro sotto..

## Biologia

### Comportamento
È una specie terricola.

## Distribuzione e habitat
Questa specie è diffusa nell'Angola centrale e centro-orientale, Repubblica Democratica del Congo sud-occidentale e Zambia nord-occidentale.
Vive nelle savane di miombo.

## Conservazione
La IUCN Red List, considerato il vasto areale e la popolazione numerosa, classifica L.griselda come specie a rischio minimo (Least Concern).